# Ebensee am Traunsee
Ebensee am Traunsee, före 2017 Ebensee, är en köpingskommun i distriktet Gmunden det österrikiska förbundslandet Oberösterreich. Kommunen har 7 456 invånare (2024). Ebensee nämndes för första gången i ett dokument från år 1447.

## Geografi
Ebensee ligger på 443 m höjd i Traunviertel på den södra stranden av Traunsee. Staden sträcker sig 22,1 km från norr till söder och 15,2 km från väster till öster. Den totala ytan är 194,5 km², varav är 63,7 % skogbevuxen.

## Orter
Kommunen består av elva orter (Ortschaften) (inom parentes invånarantal 1 januari 2024):

- Ebensee (3 980)
- Kohlstatt (347)
- Lahnstein (96)
- Langwies (550)
- Oberlangbath (340)
- Offensee (15)
- Plankau (251)
- Rindbach (549)
- Roith (933)
- Trauneck (188)
- Unterlangbath (207)

## Historia

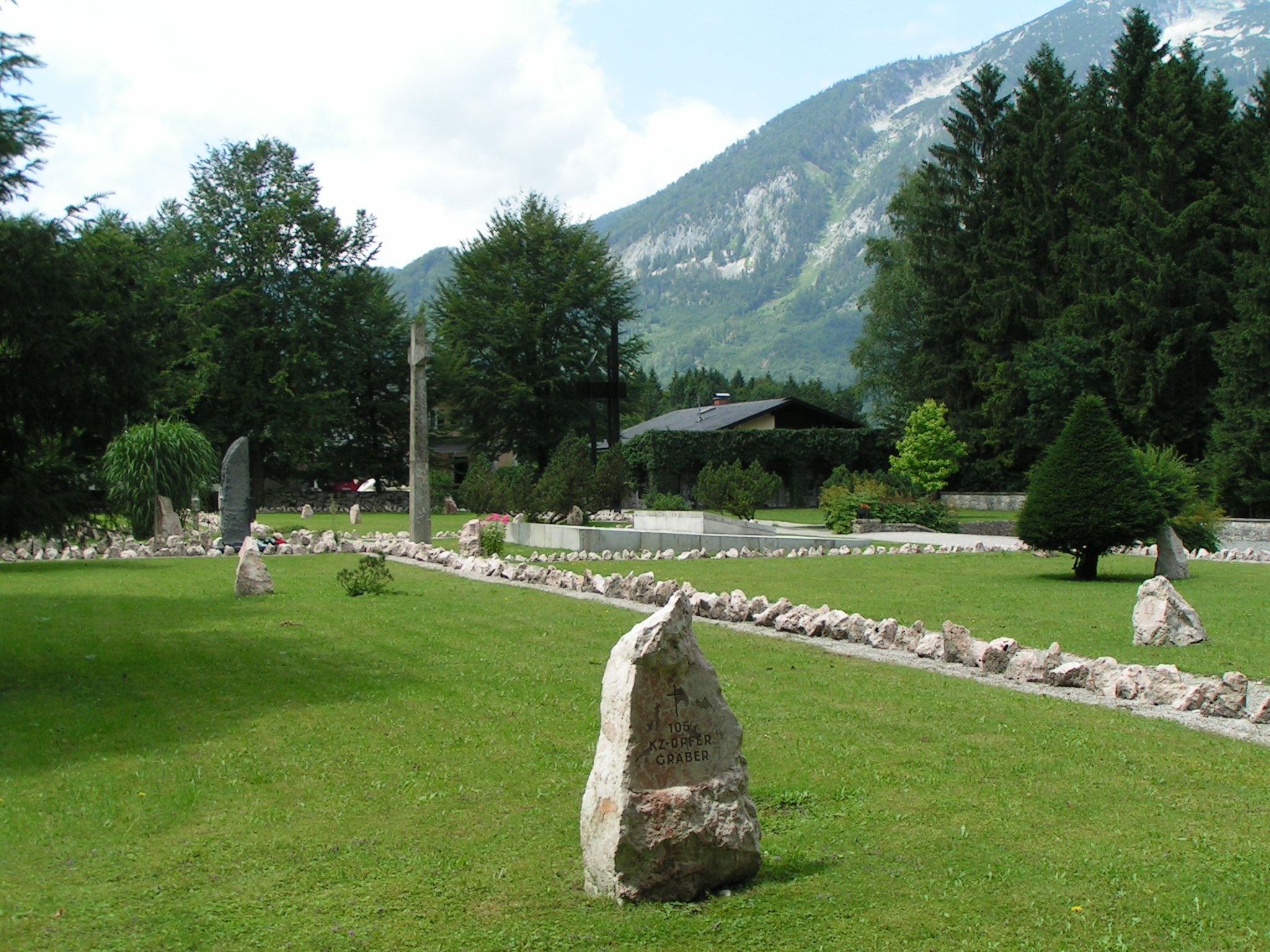
Platsen för det forna koncentrationslägret i Ebensee (2005).

Från att ursprungligen ha legat i den östra delen av Hertigdömet Bayern, kom området sedan 1180 att tillhöra Hertigdömet Steiermark, som det österrikiska Huset Babenberg hade ärvt 1192. Först 1447 omnämns området som Ebensee.

### Industri
1596 upprättades på order av kejsar Rudolf II en saltavdunstningsdamm vid bebyggelsen i Ebensee. Den försågs med saltlösning från en 40 kilometer lång pipeline från saltgruvorna runt Hallstatt. Ebensee blev därför det primära produktionscentrumet för salt i Österrike. Platsen valdes för de rika skogarna som fanns däromkring. Deras trä användes för att koka fram saltet ur lösningen. 1883 startade den belgiske kemisten Ernest Solvay en sodafabrik i Ebensee. Trots att staden har varit ett industriellt centrum i regionen Salzkammergut, har dess industri på senare tid minskat, på grund av att en del av de större fabrikerna har lagts ner.

### Kyrka
År 1625 hade Ebensee redan 1 000 invånare. Bygget av en egen katolsk kyrka påbörjades 1729. Kyrkan var underställd klostret i Traunkirchen. 1786 blev Ebensee en självständig församling.

### Ebensee under nazisttiden
Efter Österrikes Anschluss till Tyska riket 13 mars 1938 tillhörde Ebensee Gau Oberdonau.
I november 1943 blev koncentrationslägret Ebensee upprättat som sidoläger till Mauthausen - med täcknamnet Projekt Zement. Från november 1943 till maj 1945 dog i Ebensees koncentrationsläger 8 745 lägerfångar. Vid slutet av april 1945 fanns det 18 437 fångar i Ebensee. Lägret befriades 6 maj 1945 av amerikanska trupper. På koncentrationslägrets område upprättades 1945 ett särskilt läger för så kallade "displaced persons". På grund av spänningar mellan de polska och de judiska lägerinnevånarna flyttades de flesta av judarna till Bad Gastein.